# Thrybergh
Thrybergh är en civil parish i Rotherham i Storbritannien. Den ligger i grevskapet South Yorkshire och riksdelen England, i den sydöstra delen av landet, 230 km norr om huvudstaden London.